# Хейзлтон (Пенсильвания)
Хейзлтон (англ.  Hazleton) — город в округе Льюзерн в штате Пенсильвания США.

## Описание
Находится в восточно-центральной Пенсильвания. Расположен на горе Спринг на плато Бак-Маунтин, на высоте 1624 фута (495 метров), в 24 милях (39 км) к югу от Уилкс-Барре. Первоначально лесозаготовительное поселение стало процветающим шахтёрским городом после открытия (1818 г.) близлежащих месторождений антрацитового угля и было основано в 1836 году угольной компанией Hazleton. Его название происходит от кустов орешника, растущих в этом районе, который тогда назывался «Большое болото». С сокращением добычи угля после Второй мировой войны появились разнообразные производства (пластиковые пакеты, оборудование для сборки компьютеров, конфеты, стальные шкафы, текстиль и т. д.).

## Население
| 2010   | 2020    |
| ------ | ------- |
| 25 340 | ↗29 963 |